# Rumænien ved vinter-OL 1952
Rumænien deltog ved Vinter-OL 1952 i Oslo med seksten sportsudøvere, alle mænd, som konkurrerede i tre sportsgrene, alpint skiløb, langrend og nordisk kombination. Rumæniens deltagere vandt ikke nogen medaljer. Den bedste placering var en nittendeplads i nordisk kombination. 

## Medaljer
| 1952 Oslo | Guld | Sølv | Bronze | Total |
| Rumænien  | 0    | 0    | 0      | 0     |